# 후쿠오카현도 제69호선
후쿠오카현도 제69호 무나카타 겐카이 선(일본어: 福岡県道69号宗像玄海線)은 후쿠오카현 무나카타시를 관통하고 있는 도도부현도이자 일반 지방도이다.

## 노선 정보
- 기점 : 후쿠오카현 무나카타시 이시마루 (이 일대에서는 3번 국도와 교차함)
- 종점 : 후쿠오카현 무나카타시 고노미나토 (고노미나토 교차로, 이 교차로에서는 국도 제495호선과 접촉)

## 연혁
- 1993년 5월 11일 : 일본 건설성이 기존의 현도인 무나카타 겐카이 선을 주요 지방도로 승격 및 전환됨과 동시에 주요 지방도 무나카타 겐카이 선으로 공식 지정.

## 지리

### 접촉하고 있는 도로
국도
- 국도 제3호선 (무나카타시 이시마루/기점)
- 국도 제495호선 (무나카타시 고토미나토·고토미나토 교차로/종점)

현도
- 후쿠오카현도 제29호선
- 후쿠오카현도 제75호선
- 후쿠오카현도 제401호선
- 후쿠오카현도 제291호선
- 후쿠오카현도 제97호선
- 후쿠오카현도 제92호선
- 후쿠오카현도 제502호선
- 후쿠오카현도 제527호선
- 후쿠오카현도 제529호선

### 연선
- 후쿠오카 교육대학
- 교이쿠다이마에 역
- 니시테쓰 버스 무나카타
- 아카마역
- 무나카타 대사
- 무나카타시립 겐카이 소학교